# Estaurozous
Els estaurozous (Staurozoa) són una classe de cnidaris del subfílum medusozous. Inclou dos ordres, un d'extint, Conulatae, força desconegut, descrit com a possibles cnidaris amb estructures semblants a closques, i un ordre actual, Stauromedusae, format per petites meduses sèsils.

Els estaurozous són animals petits (1–4 cm) que viuen en entorns marins, normalment subjectats a algues o roques. Tenen un distribució marcadament antitropical; la majoria es troben a l'hemisferi nord, als oceans boreals o polars, prop de la costa i en aigües superficials. Pocs estaurozous es troben en aigües tropicals o subtropicals càlides de l'Atlàntic, Índic o Pacífic.

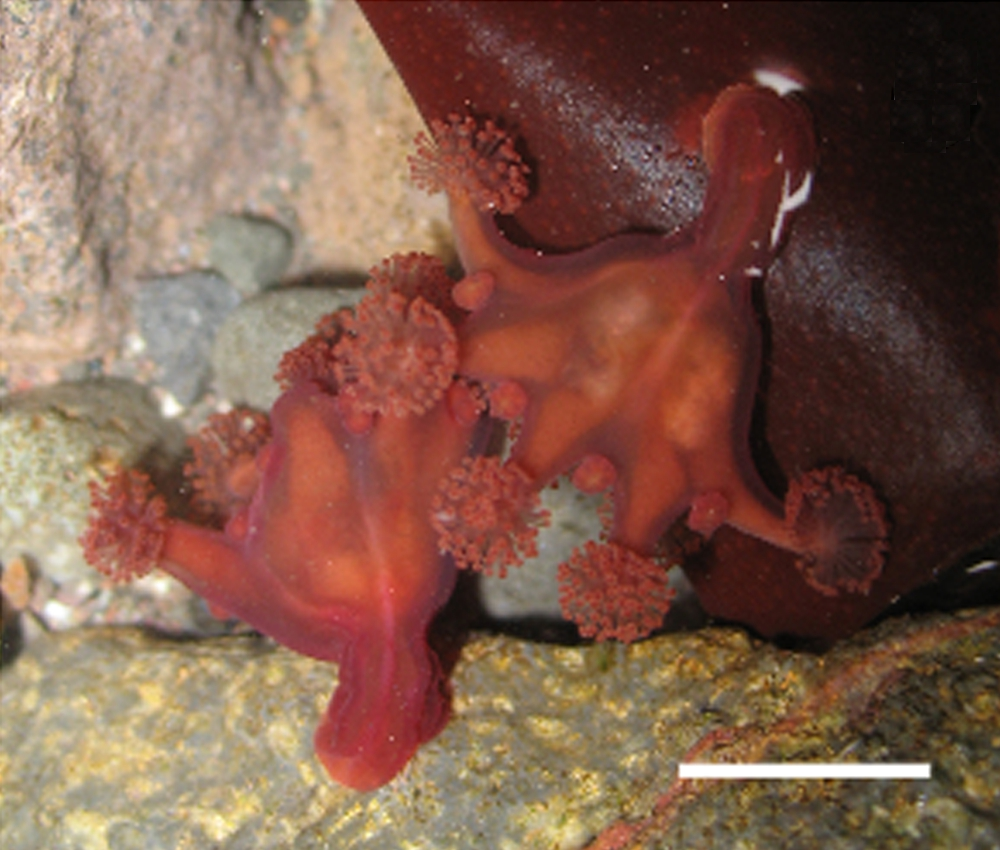
Haliclystus antarcticus
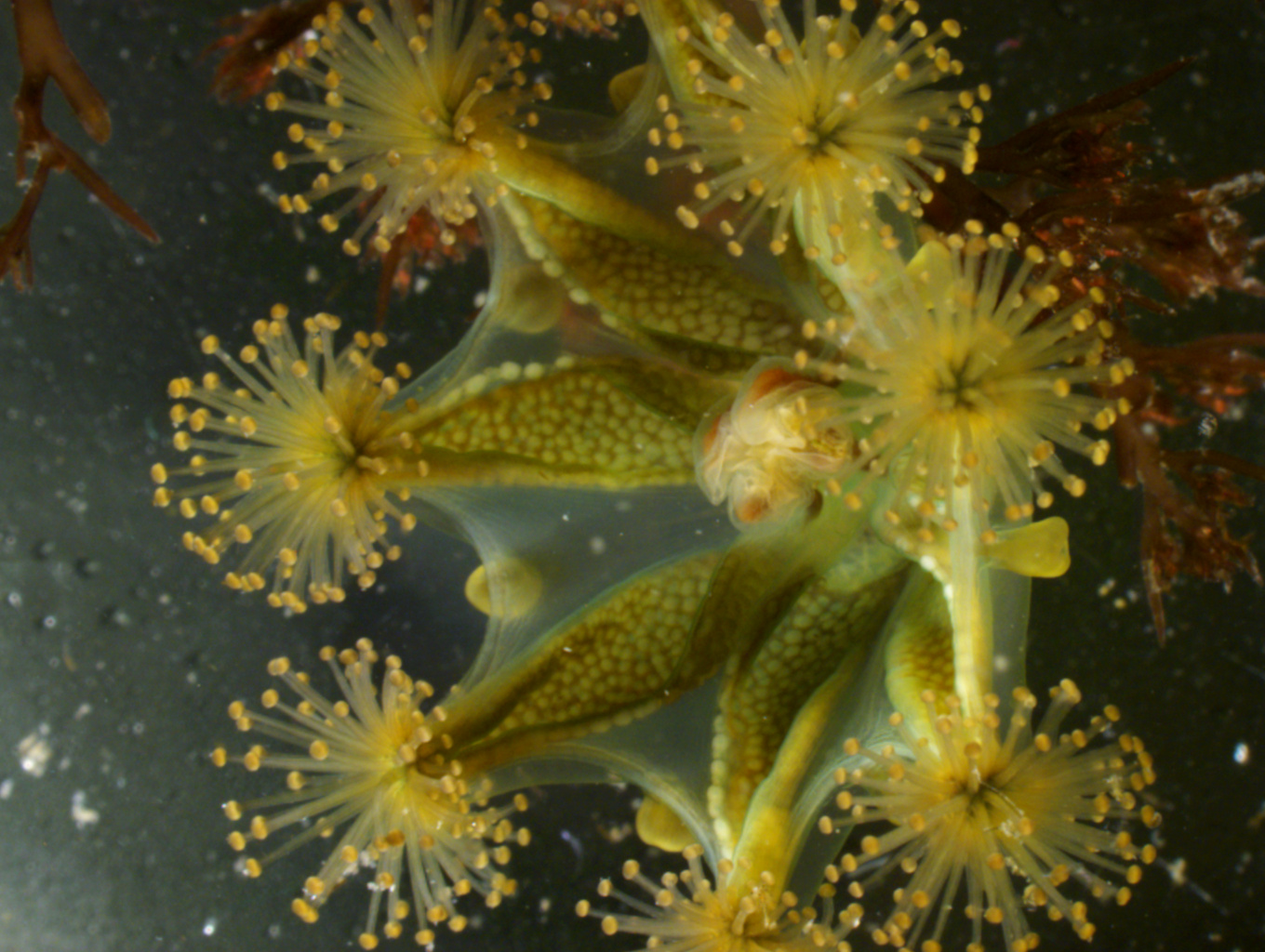
Haliclystus sanjuanensis
Manania handi